# Marina Sidorowa
Marina Grigoriewna Sidorowa z domu Nikiforowa (ros. Марина Григорьевна Сидорова (Никифорова}, ur. 16 stycznia 1950 w Leningradzie) – radziecka lekkoatletka, sprinterka, dwukrotna halowa mistrzyni Europy.
Zdobyła brązowy medal w sztafecie 4 × 100 metrów (która biegła w składzie: Nadieżda Szelsara, Nadieżda Biesfamilna, Jelena Mołodcowa i Nikiforowa) oraz zajęła 4. miejsca w biegach na 100 metrów i 200 metrów na europejskich igrzyskach juniorów w 1966 w Odessie.
Zwyciężyła w sztafecie 4 × 100 metrów (w składzie: Raisa Nikanorowa,  Biesfamilna, Nikiforowa i Ludmiła Żarkowa na europejskich igrzyskach juniorów w 1968 w Lipsku.
Zdobyła złoty medal w sztafecie 4 × 200 metrów na halowych mistrzostwach Europy w 1971 w Sofii (sztafeta radziecka biegła w składzie: Nikiforowa, Tatjana Kondraszowa, Ludmyła Aksionowa i Natalja Czistiakowa). Na odbywających się w tym samym roku mistrzostwach Europy w Helsinkach zdobyła brązowy medal w sztafecie 4 × 100 metrów (w składzie: Żarkowa, Galina Bucharina, Nikiforowa i Biesfamilna).
Na igrzyskach olimpijskich w 1972 w Monachium Sidorowa odpadła w półfinale biegu na 200 metrów, a radziecka sztafeta 4 × 100 metrów w składzie: Sidorowa, Bucharina, Żarkowa i Biesfamilna zajęła w finale 5. miejsce.
Sidorowa odpadła w eliminacjach biegu na 60 metrów na halowych mistrzostwach Europy w 1973 w Rotterdamie. Na  mistrzostwach Europy w 1974 w Rzymie odpadła w półfinale biegu na 200 metrów.
5 lipca 1974  w Durham ustanowiła wraz z koleżankami rekord świata w sztafecie 4 × 110 jardów czasem 44,2 s (zawodniczki radzieckie biegły w zestawieniu: Natalja Karnawkowa, Ludmiła Masłakowa, Sidorowa i Biesfamilna). 
Zajęła 3. miejsce w sztafecie 4 × 100 metrów i w sztafecie 4 × 400 metrów podczas 1. edycji Pucharu Świata w 1977, rozgrywanej w Düsseldorfie.
Zwyciężyła w biegu na 400 metrów na halowych mistrzostwach Europy w 1978 w Mediolanie. Na  mistrzostwach Europy w 1978 w Pradze odpadła w półfinale tej konkurencji. Zajęła 3. miejsce w sztafecie 4 × 100 metrów w Pucharze Świata w 1979 w Montrealu.
Sidorowa odnosiła wiele sukcesów na uniwersjadach. Trzykrotnie (w 1970 w Turynie. 1973 w Moskwie i 1977 w Sofii zwyciężała w sztafecie 4 × 100 metrów, a w 1973 i 1977 zdobyła również srebrne medale w biegu na 200 metrów.
Była mistrzynią ZSRR w biegu na 100 metrów w 1974, w biegu na 200 metrów w 1973, 1974 i 1977, w biegu na 400 metrów w 1977, w biegu na 200 metrów przez płotki w 1970, w sztafecie 4 × 100 metrów w 1969 i 1970 oraz w sztafecie 4 × 200 metrów w 1978, wicemistrzynią w biegu na 200 metrów w 1972, w biegu na 200 metrów przez płotki w 1969 oraz w sztafecie 4 × 100 metrów w 1971, 1972 i 1974, a także brązową medalistką w sztafecie 4 × 100 metrów w 1973. W hali była mistrzynią ZSRR w biegu na 400 metrów w 1977 i 1978 oraz wicemistrzynią w biegu na 60 metrów w 1972 i w biegu na 200 metrów w 1971.
Była rekordzistką ZSRR w biegu na 200 metrów z czasem 22,72 s osiągniętym 20 sierpnia 1973 w Moskwie i dwukrotnie w biegu na 400 metrów (do wyniku 50,98 s uzyskanego 27 lipca 1977 w Moskwie.
Rekordy życiowe Sidorowej:
| Konkurencja        | Data i miejsce            | Wynik |
| ------------------ | ------------------------- | ----- |
| bieg na 100 metrów | 7 września 1973, Edynburg | 11,2  |
| bieg na 200 metrów | 20 sierpnia 1973, Moskwa  | 22,72 |
| bieg na 400 metrów | 27 lipca 1977, Moskwa     | 50,98 |